# Asopos
Asopos (in greco Ασωπός?) è un ex comune della Grecia nella periferia del Peloponneso di 4 187 abitanti secondo i dati del censimento 2001.
È stato soppresso a seguito della riforma amministrativa detta Programma Callicrate in vigore dal gennaio 2011 ed è ora compreso nel comune di Monemvasia.